# Кучак Віталій Антонович
Віта́лій Анто́нович Куча́к —  — підполковник Збройних Сил України, учасник російсько-української війни.

## Життєпис
Два місяці командував зведеним загоном 703-го інженерного полку у зоні бойових дій.

## Нагороди
- Орден Данила Галицького (2 грудня 2016) — за особистий внесок у зміцнення обороноздатності Української держави, мужність, самовідданість і високий професіоналізм, виявлені під час виконання військового обов’язку, та з нагоди Дня Збройних Сил України[1].